# 天津市第一中心医院
天津市第一中心医院，原名天津市第二医学院第一中心医院，共有两个院区，复康路院区位于天津市南开区复康路24号，水西院区位于天津市西青区保山西道2号，是一所以“器官移植”、“急救医学”、“耳鼻喉”等方向为特色的综合性三级甲等医院，其中尤其以亚洲最大的器官移植中心——东方器官移植中心而著名，是天津市的三大医学中心之一，医院性质为非盈利性事业单位。在SARS、甲型H1N1流感期间，医院受权设有可接待发热病人和疑似病例的发热门诊。天津市第一中心医院与南开大学医学院临床医院是一个机构两块牌子。

## 历史沿革

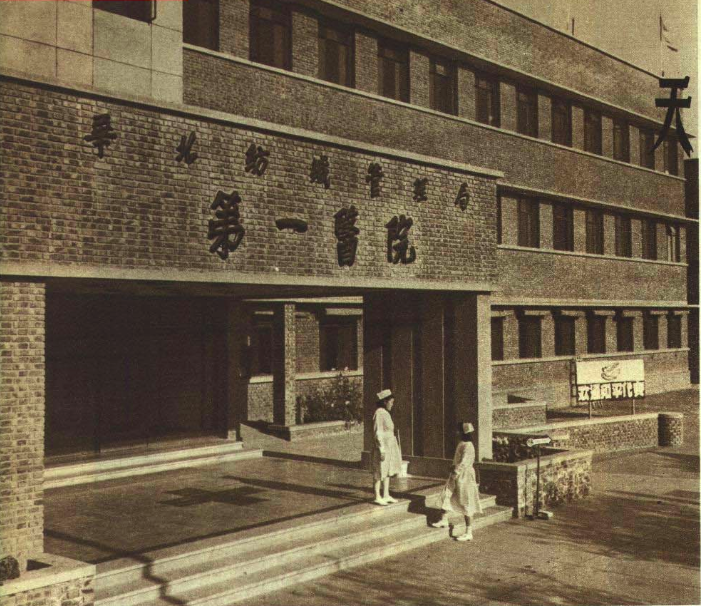
1952年，前身华北纺织管理局第一医院

天津市第一中心医院的前身为由旅居天津的犹太侨民出资创办的“犹太医院”，其历史可追溯至20世纪初，至少在1905年以前已投入使用。
1945年日本投降后，医院由中国纺织建设公司天津分公司收购，改名为“中纺职工医院”，重点为纺织系统职工及家属提供医疗服务。
1949年中华人民共和国成立后，医院划归华北纺织管理局，定名为“华北纺织管理局第一医院”。1955年，天津市立人民医院的内科、泌尿科、耳鼻喉科撤销，并入华北纺织管理局第一医院。
1956年11月1日，根据天津市卫生事业布局调整方案，华北纺织管理局第一医院与邮电医院、天和医院、恩光医院等多家医疗机构合并，统一更名为“天津市第一中心医院”。
1985年，医院启动整体迁建工程，新院址位于南开区复康路与红旗路交口东北侧。1992年，新院区落成启用。
2020年12月，医院与南开大学共建南开大学移植医学研究院，确立移植免疫与干细胞/再生医学两大方向，沈中阳任院长。
2021年，位于西青区水西公园附近的新院区——水西院区启用，原南开区复康路院区相应命名为“复康路院区”。
2022年1月，水西院区被指定为天津市新冠肺炎出院患者定点康复医院。

## 规模
天津市第一中心医院本部毗邻津河以及航天8358所，总占地面积约为6.8万平方米，建筑面积约为14.1万平方米，分为本部、东院、滨海医院三部分，本部设有门诊部（主楼），肠道门诊部（副楼），器官移植中心大楼，发热门诊组成。其中，门诊部（主楼）顶层有圆形直升飞机停机坪，本部共有1200余张病床和36个临床科室。

### 医务人员
天津第一中心医院医院现有正式医务工作人员2150人，其中高级职称医务人员有334人。其中，享受国务院特殊津贴专家31人，天津市授衔专家3人，天津市特殊贡献专家1人，博士生导师4人，硕士生导师57人。

### 医疗设备
医院现有医疗设备包括核磁共振成像仪，螺旋CT扫描仪，激光手术刀等先进医疗及检测设备，总价值超过2.6亿元人民币。

## 临床科室设置
| - 器官移植中心 - 急救医学研究所 - 耳鼻咽喉头颈外科 - 国际医疗中心 - 心内科 - 消化科 - 呼吸科 - 风湿免疫科 - 内分泌科 | - 肾内科 - 血液科 - 核医学科 - 感染科 - 儿科 - 神经内科 - 普通外科 - 神经外科 - 烧伤整形科 | - 骨科 - 妇产科 - 心血管外科 - 胸外科 - 泌尿外科 - 口腔科 - 眼科 - 皮肤科 - 麻醉科 | - 健康体检科 - 理疗科 - 放射科 - 药剂科 - 检验科 - 超声科 - 病理科 - 输血科 - 营养科 - 卫生部危重病急救医学重点实验室 |

## 东方器官移植中心
东方器官移植中心是目前亚洲最大规模的器官移植中心，为中国临床肝移植发源地，其前身为天津市第一中心医院器官移植学部和天津市器官移植中心。2006年7月，受洛克菲勒基金会旗下美国中华医学基金会资助，建立中国“肝脏移植培训中心”。

## 科研
医院拥有6个硕士研究生授权点，1个卫生部重点实验室，6个研究所，临床医学博士后工作站，为南开大学、天津医科大学等高校的临床医学实习医院。
- 天津市医学影像质量控制中心
- 天津市护理质量控制中心
- 天津市病案质量控制中心

## 荣誉称号
- 三级甲等医院
- 全国十佳爱婴医院
- 全国百佳医院
- 全国百姓放心示范医院
- 北京2008年奥林匹克运动会定点医院
- “天津市参加和协办北京奥运会、残奥会先进集体”
- “2007年中国女足世界杯突出贡献单位”[13]

## 周边交通

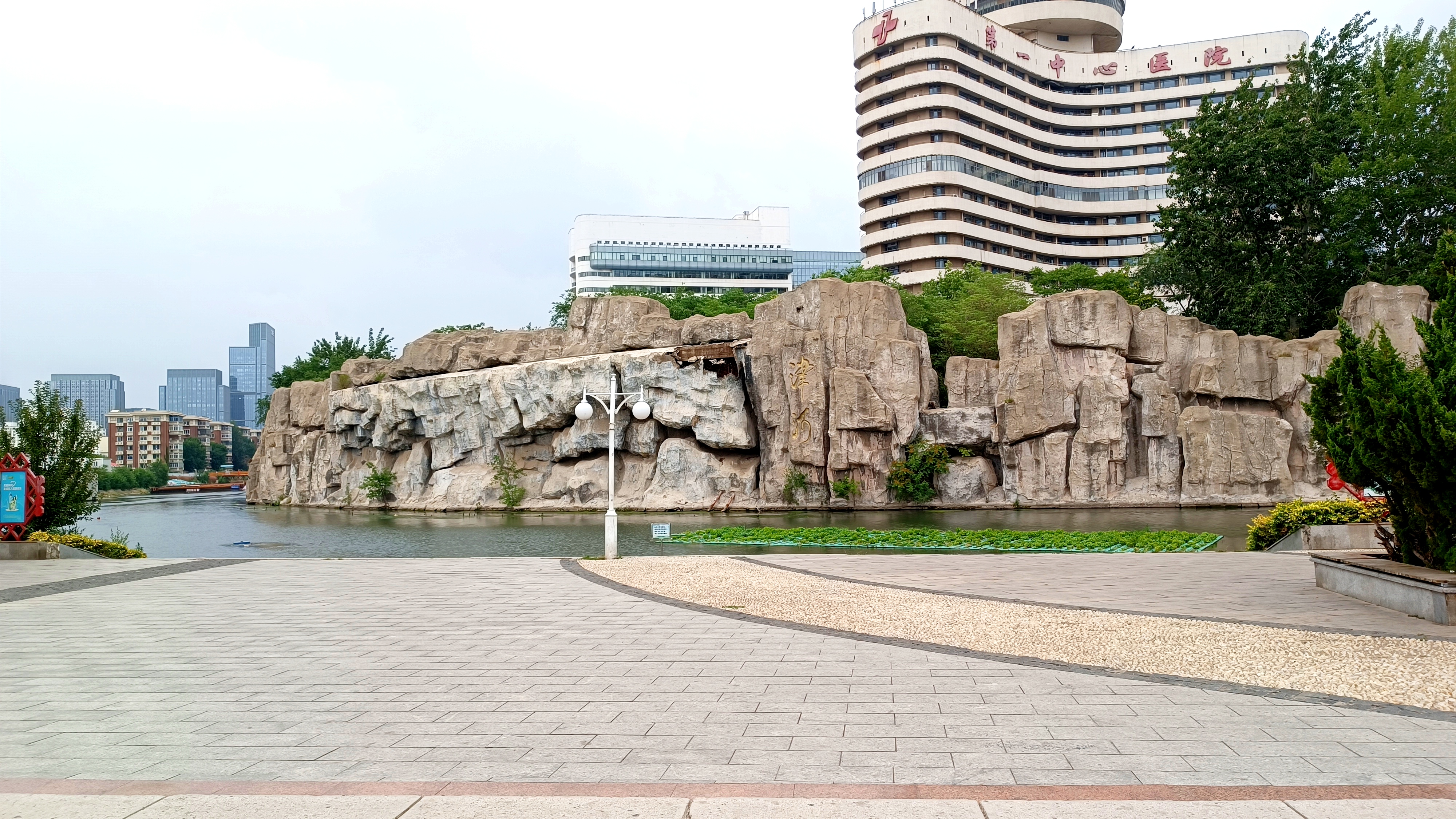
天津市第一中心医院旁津河广场

- 公交：

| 一中心医院 | 一中心医院       | 一中心医院 | 一中心医院     | 一中心医院 |
| 编号       | 路线             | 路线       | 路线           | 备注       |
| ---------- | ---------------- | ---------- | -------------- | ---------- |
| 638        | 天津站（A5-1）   | ⇆          | 海泰南公交站   |            |
| 847        | 四号桥公交站     | ⇆          | 王顶堤北公交站 |            |
| 849        | 金钟河大街公交站 | ⇆          | 师范大学公交站 |            |

| 一中心医院地铁站 | 一中心医院地铁站   | 一中心医院地铁站 | 一中心医院地铁站   | 一中心医院地铁站 |
| 编号             | 路线               | 路线             | 路线               | 备注             |
| ---------------- | ------------------ | ---------------- | ------------------ | ---------------- |
| 47               | 竹山南道公交站     | 全程 ↺           | 中环线             | 中环线逆时针循环 |
| 47               | 竹山南道公交站     | 半环 ⇆           | 天津文化中心公交站 | 中环线逆时针循环 |
| 48               | 竹山南道公交站     | 全程 ↻           | 中环线             | 中环线顺时针循环 |
| 48               | 竹山南道公交站     | 半环 ⇆           | 天津文化中心公交站 | 中环线顺时针循环 |
| 50               | 天津站（A5-1）     | ⇆                | 王顶堤公交站       |                  |
| 52               | 西站公交站（B2）   | ⇆                | 体育中心公交站     |                  |
| 191              | 自由道             | ⇆                | 静海汽车站         |                  |
| 192              | 北城街             | ⇆                | 静海汽车站         |                  |
| 193              | 禄安大街百货大楼   | ⇆                | 静海汽车站         |                  |
| 638              | 天津站（A5-1）     | ⇆                | 海泰南公交站       |                  |
| 640              | 水西公园公交站     | ⇆                | 天津站北广场       |                  |
| 681              | 天津站北广场       | ⇆                | 王顶堤商贸城公交站 |                  |
| 687              | 西站公交站（A2）   | ⇆                | 精武镇公交站       |                  |
| 829              | 西站公交站（A2）   | ⇆                | 理工大学主校区     |                  |
| 850              | 天津公交新能源基地 | ⇆                | 天华里             |                  |
| 866              | 澄江路公交站       | ⇆                | 太阳城公交站       |                  |
| 869              | 水西公园公交站     | ⇆                | 何兴庄公交站       | 经东于庄         |
| 903              | 泗阳道公交站       | ⇆                | 华苑小区公交站     |                  |
| 911              | 侯台公交站         | ⇆                | 文江东里           | 原 647           |

- 地铁：天津地铁6号线一中心医院站